# Charles Immanuel Forsyth Major taxonjai
Ezen a listán azok a taxon nevek szerepelnek, amelyeket Charles Immanuel Forsyth Major (1843 – 1923) alkotott. Azok a taxon nevek, amelyek nincsenek belinkelve, manapság csak szinonimaként használtak (az alábbi lista nem teljes):

## Ormányosok
- Mammuthus lamarmorai Forsyth Major, 1883

## Főemlősök
- megaladapifélék (Megaladapidae) Forsyth Major, 1894
- Megaladapis Forsyth Major, 1894
- Megaladapis madagascariensis Forsyth Major, 1894

## Rágcsálók
- Micrurus Major, 1877 - Microtus
- Tyrrhenicola Major, 1905 - Microtus

## Párosujjú patások

### Disznófélék
- Sus balabacensis Forsyth Major, 1897 - palawani szakállas disznó
- Sus celebensis amboinensis Forsyth Major, 1897 - Sus celebensis celebensis
- korzikai vaddisznó (Sus scrofa meriodionalis) Forsyth Major, 1882
- Sus strozzii Forsyth Major, 1881
- Sus philippensis mindanensis Forsyth Major, 1897
- Sus verrucosus borneensis Forsyth Major, 1897 - Sus verrucosus verrucosus
- Potamochoerus larvatus daemonis Forsyth Major, 1897 - Potamochoerus larvatus hassama
- Potamochoerus larvatus choeropotamus Forsyth Major, 1897 - Potamochoerus larvatus koiropotamus
- Potamochoerus larvatus nyasae Forsyth Major, 1897
- Potamochoerus larvatus johnstoni Forsyth Major, 1897 - Potamochoerus larvatus nyasae

### Vízilófélék
- Hippopotamus melitensis Forsyth Major, 1902

### Tülkösszarvúak
- Protoryx Forsyth Major, 1891
- Protoryx carolinae Forsyth Major, 1891

### Zsiráffélék
- Okapia liebrechtsi Forsyth Major, 1902 - okapi
- Samotherium Forsyth Major, 1888